# Seckel Löb Wormser

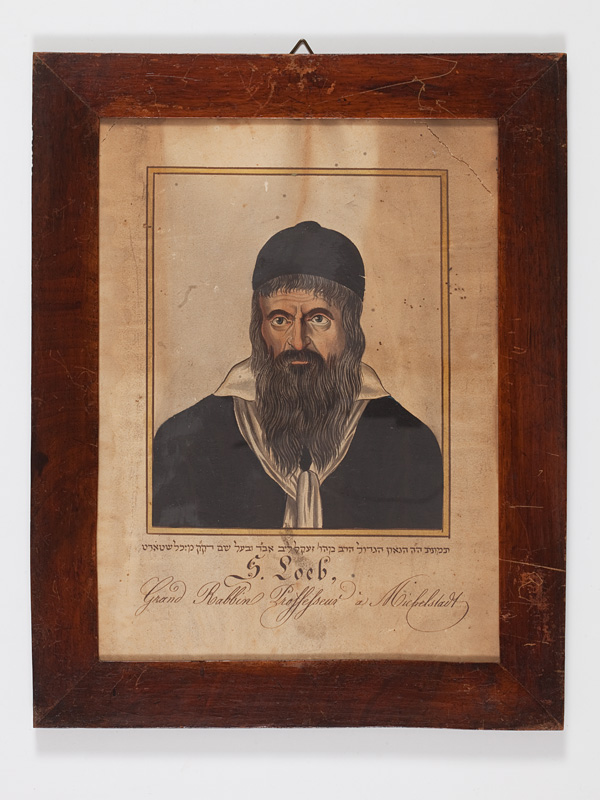
Porträt des Rabbiners Seckel Löb Wormser aus dem 19. Jahrhundert, in der Sammlung des Jüdischen Museums der Schweiz.

Rabbi Jizchok Arje, auch Isac Löw Matthes Wormser (geboren 1768 in Michelstadt im Odenwald; gestorben am 13. September 1847 ebenda), umgangssprachlich bekannt als Seckel Löb Wormser, genannt der Wunderrabbi von Michelstadt und Ba'al Schem von Michelstadt, war Rabbiner und Gelehrter.

## Leben
Klaus-Peter Walter äußerte sich über den Rabbi Wormser in der von ihm herausgegebenen Abhandlung Ein ungelöstes Rätsel mit den Worten: „Wohl kaum ein Jude hat sich dem Gedächtnis der Odenwälder so nachhaltig eingeprägt wie Seckel Löb Wormser, der von 1768 bis 1846 (korr. 1847) lebte und um dessen Person sich zahlreiche Legenden ranken.“
Seckel Löb Wormser war der Sohn des Michelstädter Tuchhändlers Matthes und der Sorle. Es gibt differierende Angaben zu seinem Geburtsjahr. Salomon Wininger ging 1932 in der Großen jüdischen National-Biographie von 1768 aus, dem schließt sich auch das Biographische Handbuch der Rabbiner von 2004 an. Die Encyclopaedia Judaica von 1929 gibt das Jahr 1769 an; ebenso Franz Babinger in Hessische Biographien 1924, unter Berufung auf „Familienpapiere im Besitz seines Urenkels“.
Einer seiner Vorfahren war der „Wormser Baalschem“ Elias Loanz (1564–1636). Nach ihm wählte er 1808 den Familiennamen „Wormser“.
Wormser wurde für den Kaufmannsberuf erzogen. Talmudunterricht erhielt er beim Chasan.

Ende 1783 ging er nach Frankfurt an die Jeschiwa des Kabbalisten Nathan Adler. Dort blieb er fünf Jahre und begann sich unter anderem dem Studium der Kabbala zu widmen.

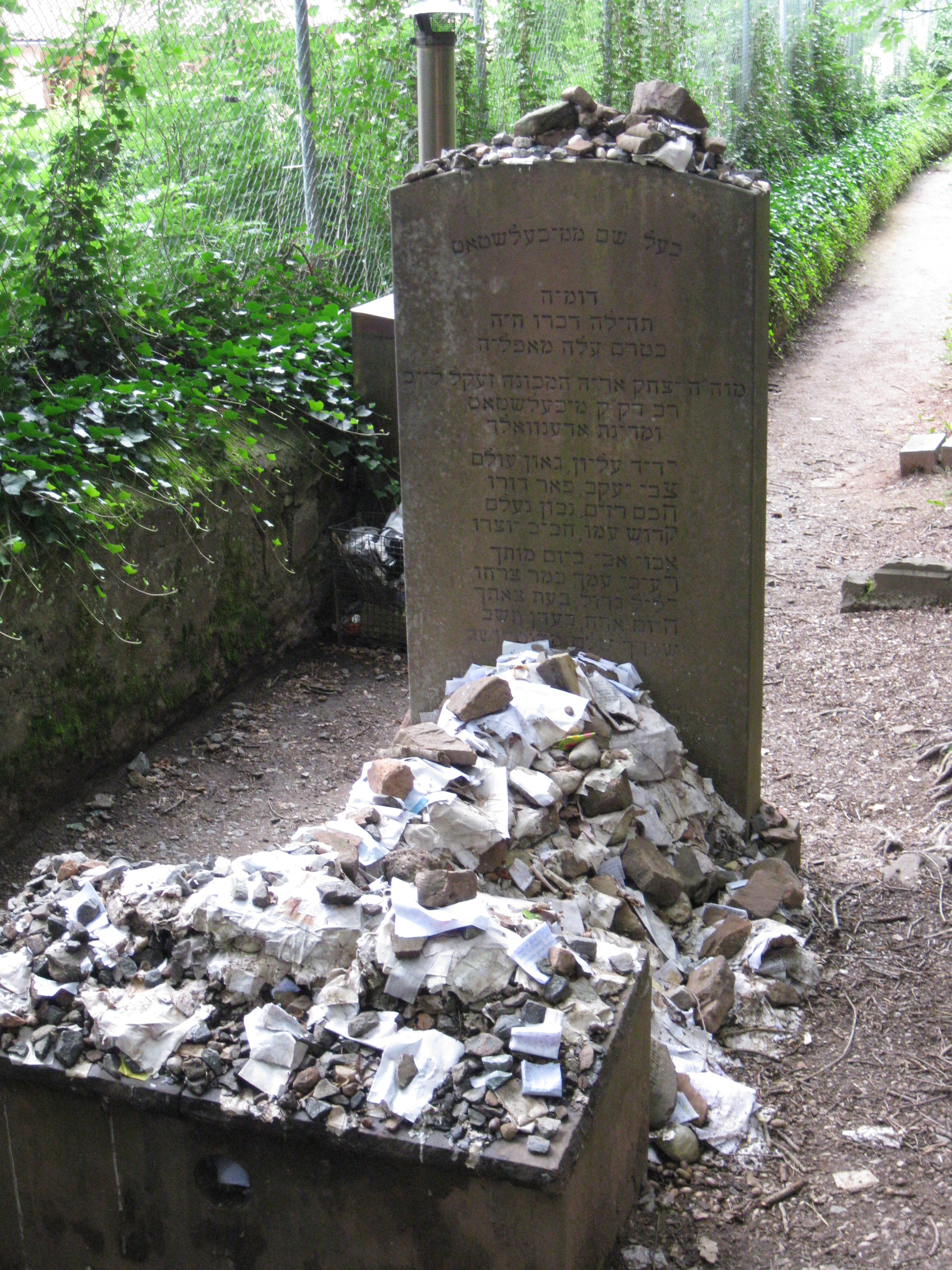
Grab von Seckel Löb Wormser auf dem jüdischen Friedhof in Michelstadt

Im Jahre 1789 heiratete er Adelheid Reiß, Tochter des Frankfurter Kaufmanns Eisik Reiß. Im gleichen Jahr kehrte er in das Vaterhaus nach Michelstadt zurück. Dort leitete er eine Jeschiwa. Um 1800 hatte er ungefähr 70 Schüler. Neben rabbinischen Schriften studierte er die Philosophie Schellings und die Pädagogik. Im Jahre 1789 legte er ein Asketengelübde ab, lebte chassidisch, verzichtete auf das Haare- und Bartscheren, und streng vegetarisch, was beides später zu „beträchtlichen“ Spannungen in seiner Gemeinde geführt haben soll. Seit 1803 gab es Klagen und Urteile gegen ihn wegen unbefugter Amtsausübung als Rabbiner. Dadurch – und wegen seiner kabbalistischen Religiosität – geriet er in Konkurrenz zum Chasan und in Konflikt mit der Gemeinde.
So hieß es in einer Begründung zum Verbot der rabbinischen Tätigkeit vom 3. April 1811:

„Der Supplicant mag wohl die, zu Verichtung der Rabbiner-Geschäfte nöthigen Kentniße besizzen, indem nicht zu leugnen ist, daß er eine beträchtliche Bibliothek führt, und in dem Ruf eines jüdischen Gelehrten steht. Die Erfahrung hat aber gezeigt, daß, so oft er sich in jüdische religiöße Angelegenheiten mischt, durch seine cabalistische Schwärmerey Spaltungen, Uneinigkeit und Unordnung bey der Judenschaft entstand, so daß er darüber einige mahl polizeyliche Correction erhielt.“

Nach dem Tode seiner Ehefrau im Jahre 1809 zog Wormser im Jahre 1810 nach Mannheim. Durch die Heilung einer geisteskranken Sechzehnjährigen begründete er seinen Ruf als Wundertäter („Baalschem“). Er heiratete Hanna Belzinger aus Mannheim (die einige Quellen als die Geheilte identifizieren).

Wormser kehrte dann nach Michelstadt zurück. Zahlreiche Hilfesuchende folgten seinem Ruf als Wundertäter. Selbst aus dem südlichen Elsass kamen Juden, um einen Talisman gegen Krankheiten zu erhalten. Durch ein Reskript vom 21. Dezember 1811 durfte er in Michelstadt sowie in den Odenwaldorten Bad König, Beerfelden, Fränkisch-Crumbach und Reichelsheim „die Verrichtungen eines Rabbi ausüben“. Im Jahre 1823 wurde er als Bezirksrabbiner der Odenwaldgemeinden (Grafschaft Erbach) anerkannt. Er erhielt zahlreiche Spenden, vor allem aus Frankfurt und Mannheim, mit denen er Wohltätigkeitsinitiativen sowie seine Jeschiwa und deren Schüler finanzierte. Später konnte er Bär Feuchtwanger als zweiten Talmudlehrer anstellen.

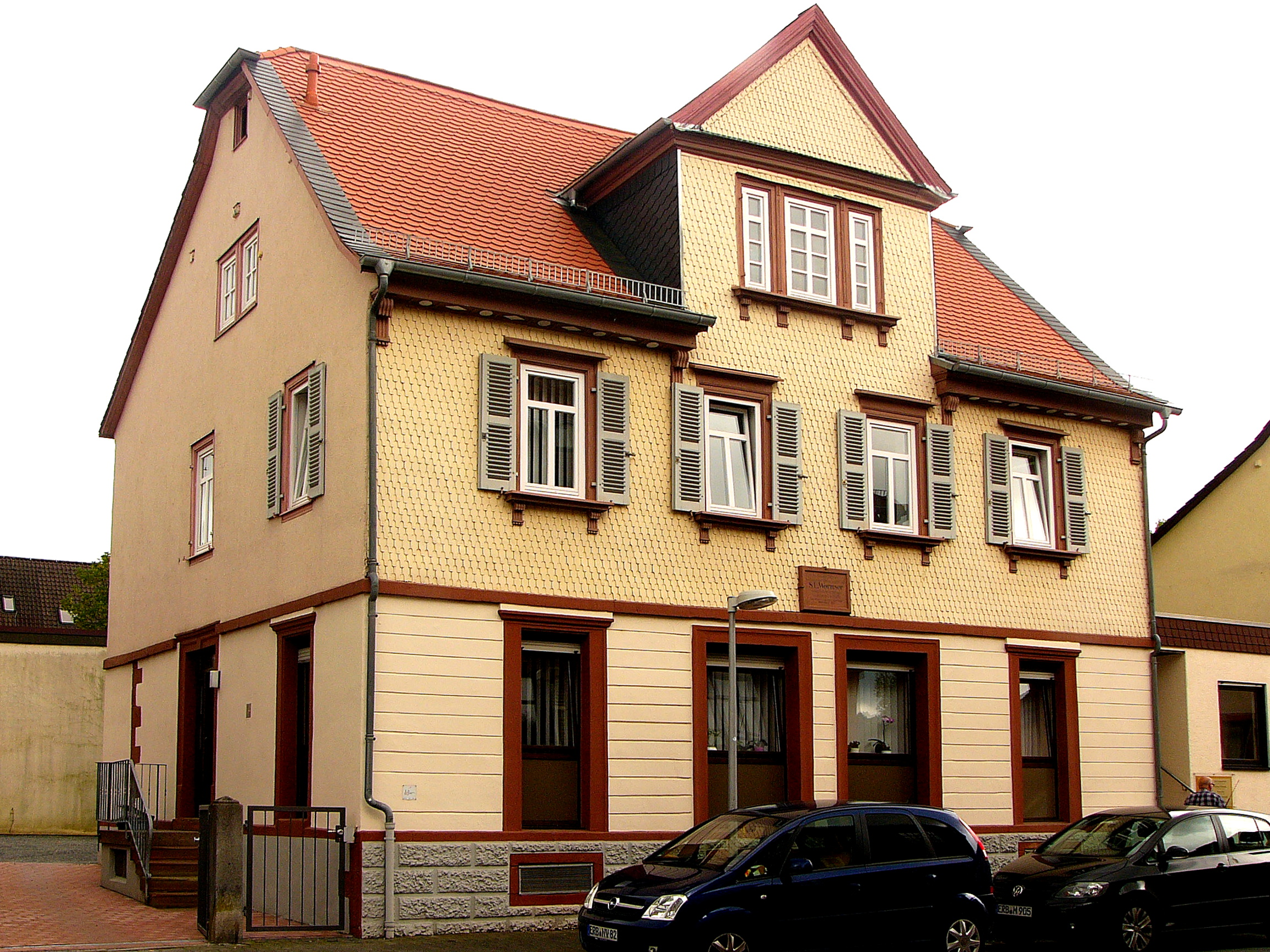
Wormsers Wohnhaus in der Erbacher Straße 12 in Michelstadt

Im Jahre 1825 wurde sein Wohnhaus mitsamt der umfangreichen Bibliothek durch eine Feuersbrunst vernichtet.
Rabbi Seckel Löb Wormser hatte aus zwei Ehen zusammen 15 Kinder:
Seckel Löb Wormser (1768 Michelstadt (Odenwald) – 13. September 1847 Michelstadt (Odenwald))
Erste Ehe: Adelheid Reiss (1760 Frankfurt – 1808 Michelstadt Odenwald; ⚭ 1790)
- Jakob Hirsch Wormser (1794 Michelstadt (Odenwald) – 1838); ⚭ Bohnle Grünbaum
  - Adelheid Wormser (geboren am 17. Dezember 1817 Michelstadt (Odenwald)); ⚭ Emanuel Morgenthau
  - Matthäus Wormser (geboren 1822 Michelstadt (Odenwald))
  - Feistel Wormser (geboren am 29. Februar 1824 Michelstadt (Odenwald))

- Gnendel Wormser (1800 Michelstadt (Odenwald) – 1878); ⚭ Eliyahu/Elias Straus (geboren in Michelstadt (Odenwald))
  - Schmuel/Samuel Straus (2. Oktober 1843 Michelstadt (Odenwald) – Januar 1904 Karlsruhe); ⚭ Isabella Feuchtwanger (13. Juni 1853 München – 5. April 1893 Karlsruhe)
    - Gertrude Straus
    - Isaak Straus
    - Gabor Straus
    - Judith Straus
    - Fanny Straus
    - Albert Straus
    - Elias Straus
    - Adelheid Straus
    - Raphael Straus

2. Ehe: Johanna Benzinger (1789 Mannheim – 1852)
- Jaidel Wormser (geboren am 9. Oktober 1817 Michelstadt (Odenwald))
- Michael Wormser (geboren 1819 Michelstadt (Odenwald))
- Meier Wormser (geboren 1822 Michelstadt (Odenwald))
- Simon Wormser (geboren am 18. Januar 1824 Michelstadt (Odenwald))
- Wolf Raphael Wormser (9. Mai 1825 Michelstadt (Odenwald) – März 1892 Michelstadt (Odenwald))
- Isaac Wormser (19. Mai 1826 Michelstadt (Odenwald) – Januar 1894 Cleveland, Ohio); ⚭ Hannah Emrich (1827–1911 Cleveland, Ohio; 1850 nach USA)
  - Moses Wormser
  - Leopold Wormser
  - Bertha Wormser
  - Esther Wormser
  - Adaline Wormser
  - Amelia M. Wormser
- Abraham Wormser (geboren am 14. September 1829 Michelstadt (Odenwald); gestorben New York)

## Legendenbildung
In der Bevölkerung ging ihm durch Berichte seiner „Wundertaten“ ein Ruf als Beherrscher okkulter Mächte voraus, der zu der Bezeichnung Baal Schem von Michelstadt, in Anlehnung an Baal Schem Tow, führte und noch im Ersten Weltkrieg Soldaten unterschiedlicher Religionszugehörigkeiten vor ihrem Transport zur Front dazu veranlasst hat, an seinem Grab auf dem jüdischen Friedhof in Michelstadt zu beten. Es wird überliefert, dass all jene aus dem Krieg zurückgekehrt seien. Den Besitz „übernatürlicher Kräfte“ stritt er stets ab, doch half er Rat- und Hilfesuchenden zuweilen auch mit Amuletten. Die Quellen berichten so etwa von seinem außergewöhnlichen Erfolg bei der Behandlung von Mondsüchtigkeit. Seine angeblichen Wundertaten blieben in Südhessen lange in Erinnerung.
Die große Beliebtheit und Anteilnahme bei seinem Tod bezeugt folgender Bericht:

„In welch allgemeiner Verehrung und Liebe er hier und in der Umgegend gestanden war, bewies sein Leichenbegängnis, bei welchem eine gewiss sehr seltene Teilnahme betätigt wurde, denn über achthundert verschiedener Konfessionen Angehörige schlossen sich dem Leichenzuge an. Schon abends vorher und mit kommendem Tagesanbruch sah man von allen Seiten, zum Teil aus beträchtlicher Ferne, Freunde und Verehrer des Verstorbenen in Menge herbeiströmen.

Weiterhin folgten neben hochrangigen Mitgliedern der israelitischen Gemeinde zwei hiesige evangelische Geistliche, die Geistlichen von Erbach, viele auswärtige israelitische Lehrer und die Lehrer der hiesigen Real- und Stadtschulen. Auch Seine Erlaucht, der regierende Graf zu Erbach-Fürstenau hatten die Gnade, Seine Achtung dem Verblichenen durch eine Deputation zu bezeugen, welcher sich nun der Landrat des Bezirks, der hiesige Beigeordnete und Gemeinderäte anschlossen.“

## Ehrungen

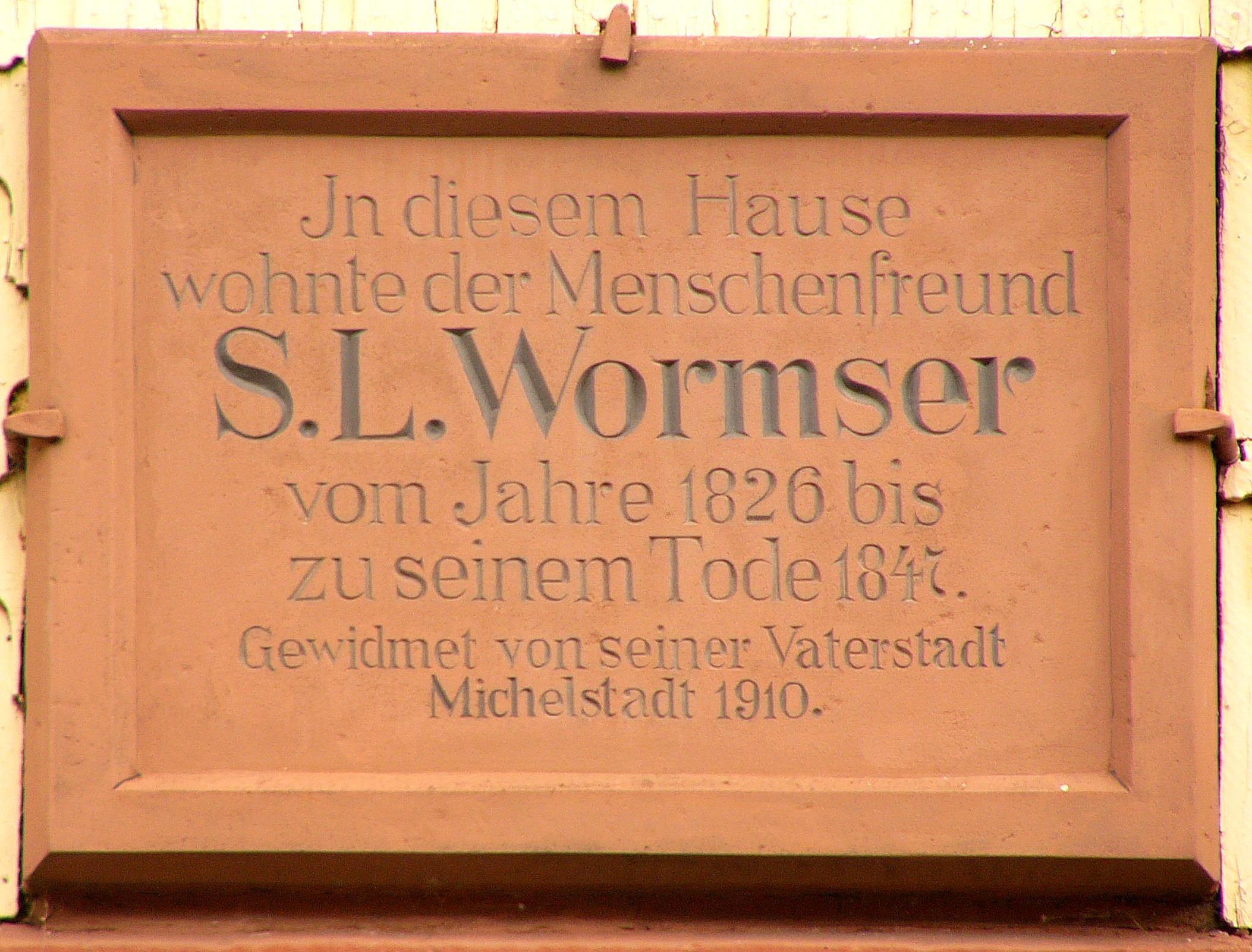
Gedenktafel am Haus Erbacher Straße 12 in Michelstadt, wo S. L. Wormser von 1826 bis zum Tod im Jahr 1847 gelebt hat.

Im Jahr 1908 wurde der Rabbiner durch eine Gedenktafel an seinem ehemaligen Wohnhaus geehrt.
Nach ihm benannt ist auch die alte Birnensorte Seckel-Löbs-Birne, die mit Auswanderern den Weg über den Atlantik fand und dort in den USA heute noch als Seckelpear bekannt ist.
Seine Grabstätte wurde von Nazis geschändet und nach dem Weltkrieg u. a. von Nachkommen zum Teil renoviert. Der ursprüngliche Grabstein ist verloren. Davon existieren Fotografien. Das Grab wird immer noch vielfach besucht.